# موريلو سيركويرا
موريلو سيركويرا (بالبرتغالية: Murilo Cerqueira‏) (27 مارس 1997 في البرازيل - ) هو لاعب كرة قدم برازيلي في مركز الدفاع.

## روابط خارجية
- موريلو سيركويرا على موقع الاتحاد الأوربي (الإنجليزية)
- موريلو سيركويرا على موقع قاعدة بيانات كرة القدم.إي يو (الإنجليزية)
- موريلو سيركويرا على موقع ليكيب (الفرنسية)
- موريلو سيركويرا على موقع Soccerbase.com (لاعب) (الإنجليزية)
- موريلو سيركويرا على موقع Soccerway.com (الإنجليزية)
- موريلو سيركويرا على موقع عالم كرة القدم.نت (الإنجليزية)
- موريلو سيركويرا على موقع AS.com (الإسبانية)